# 大阪可治
大阪 可治（おおさか よしはる、1947年9月8日 - ）は、日本の松涛館流 空手師範である。彼はJKA主宰世界選手権でのカタの部門で4回優勝した。彼はまた、JKA全日本選手権で6度の型と2回の組手で優勝している
1947年9月8日に福岡県に生まれた。 拓殖大学出身 。空手は高校入学時に始めた。

## 競技歴
空手競技での成果は以下の通り。
- 第26回JKA全日本空手道選手権（1983）-1位カタ
- 第4回IAKF世界空手道選手権（エジプト、1983）-1位カタ
- 第25回JKA全日本空手道選手権（1982）-1位カタ
- 第24回JKA全日本空手道選手権（1981）-1位カタ
- 第3回IAKF世界空手選手権（ブレーメン、1980）-1位カタ
- 第23回JKA全日本空手道選手権（1980）-1位カタ
- 第22回JKA全日本空手道選手権（1979）-トーナメントグランドチャンピオン。 1位カタ; 3位組手
- 第21回JKA全日本空手道選手権（1978）-トーナメントグランドチャンピオン。 1位カタ; 3位組手
- 第2回IAKF世界空手道選手権（東京、1977）-1位カタ
- 第19回JKA全日本空手道選手権（1976）-組手1位
- 第1回IAKF世界空手選手権（ロサンゼルス、1975年）-第1位カタ
- 第18回JKA全日本空手道選手権（1975）-2位カタ; 3位組手
- 第17回JKA全日本空手道選手権（1974）-2位カタ
- 第16回JKA全日本空手道選手権（1973）-2位カタ
- 第15回JKA全日本空手道選手権（1972）-2位組手
- 第13回全日本学生空手道選手権（1969）-組手1位